# Cyathea arnecornelii
Cyathea arnecornelii är en ormbunkeart som beskrevs av Lehnert. Cyathea arnecornelii ingår i släktet Cyathea och familjen Cyatheaceae. Inga underarter finns listade.